# Heinz Knorr
Heinz Knorr (* 29. November 1922 in Lößnitz (Erzgebirge); † 1994 in Aue) ist ein ehemaliger deutscher Politiker und Funktionär der DDR-Blockpartei National-Demokratische Partei Deutschlands (NDPD). 

## Leben
Knorr stammt aus dem Erzgebirge und schlug nach der Schule eine Ausbildung zunächst zum Tapezierer und  Dekorateur, dann zum Tapeziermeister und zuletzt zum Ingenieur für Holztechnologie ein. Er wurde Betriebsdirektor des VEB Polstermöbel Aue. Er trat der 1948 in der Sowjetischen Besatzungszone neugegründeten NDPD bei. Bei den Wahlen zur Volkskammer war Knorr Kandidat der Nationalen Front der DDR. Von 1971 bis 1986 war er Mitglied der NDPD-Fraktion in der Volkskammer der DDR.